# Radlická mlékárna

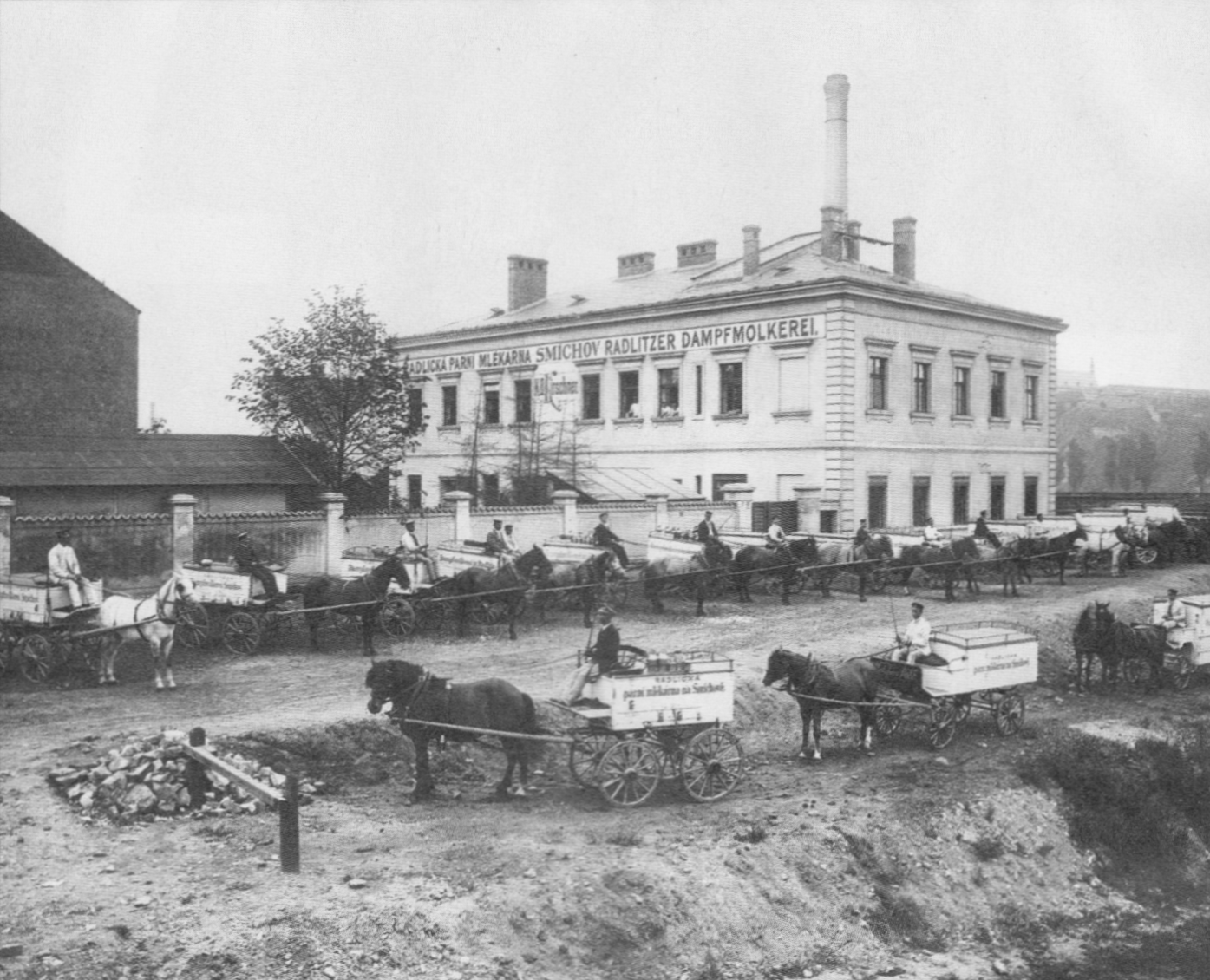
Areál mlékárny v původní podobě okolo roku 1900, Foto: Jindřich Eckert

Radlická mlékárna je bývalý průmyslový areál v Praze-Smíchově v ulici Nádražní, který se nachází naproti Smíchovskému nádraží.

## Historie
Mlékárnu pod názvem „Parní mlékárna správy statku Radlice“ založil roku 1872 Karl Kirschner, majitel statku v Lochkově a nájemce velkostatku Johanna Adolfa knížete Schwarzenberka, který od správy schwarzenberského panství se sídlem v Jinonicích koupil jednu budovu statku v Radlicích. Tu pak přestavěl na soukromou mlékárnu. Zpočátku mlékárna zpracovávala mléko vlastní výroby, později také od jiných dodavatelů. Protože se výroba rozšiřovala, podal Kirschnerův syn Karl Otto 22. ledna 1895 c. k. okresnímu hejtmanství žádost o povolení stavby nové mlékárny na Smíchově na pozemku čp. 1465/2 naproti smíchovskému nádraží. Ve 2. polovině roku 1895 byla stavba zahájena, v prosinci roku 1896 zkolaudována. Nová mlékárna „Karl Otto Kirschner Radlická parní mlékárna na Smíchově“ (K. O. Kirschner Radlitzer Dampfmolkerei in Smíchov) denně zpracovala 30 tisíc litrů mléka.
Po spojení s přírodovědcem Georgen Zirnem roku 1900 byla vyvinuta nová technologie kondenzování mléka a o šest let později založena Anglo-kontinentální akciová společnost. Mlékárna měla pobočky v Březnici, Hodonicích a také ve Vídni a expandovala do Francie. Roku 1912 při přestavbě získala výrobní halu s konstrukcí tvořenou progresivním ocelovým skeletem.
Po znárodnění roku 1947 se závod stal součástí n.p. Pražské mlékárny a později koncernu Laktos. Roku 1992 byla výroba zastavena a budovy prošly přestavbou.

### Ovocný jogurt
První ovocný jogurt byl v Radlické mlékárně vyroben roku 1933 jako novinka. Vznikl z praktického důvodu – ovoce na povrchu jogurtu zamezovalo tvorbě plísní. Vrstva džemu nejen problém vyřešila, navíc jogurt získal zajímavou chuť a srazil jeho kyselost. Měl jahodovou a poté i meruňkovou příchuť.
Výrobek byl dán k licenčnímu řízení a roku 1934 uveden na trh pod názvem Jovo. Jeho licence byla prodána do 15 zemí Evropy a v Československu ji koupilo 120 mlékáren. Po zavedení povinné pasterace mléka roku 1934 již plísně nevznikaly a džem se začal plnit na dno skleniček pod jogurt. Jovo se v závodě vyrábělo do roku 1962, potom jej nahradily jogurty plněné do plastových kelímků.
Mlékárna také zavedla službu rozvážení mléka přímo do domácností. Zužitkovala i odpad z výroby – z něj vyráběla koření Ilsa v tekutém stavu, později v kostkách.

### Mléčné bary
Radlická mlékárna měla nejen širokou síť prodejen, ve kterých prodávala mimo jiné své smetanové zákysy nebo kefíry, ale zavedla i mléčné bary, do kterých se chodilo na snídani nebo na svačinu.

### Sběratelské kartičky
Mlékárna k výrobkům rozdávala svým zákazníkům jako reklamu takzvané zálepky a sběratelské litografické kartičky.

## Garáže mlékárny
Roku 1922 mlékárna adaptovala někdejší konírnu Josefa Kozlíka čp. 948 z roku 1905 na prostory pro distribuci mléka. Roku 1925 postavila poblíž garáže a opravnu mlékárenských aut podle projektu Aloise Zimy. Přitom zde vznikla poschoďová budova skladu s kubizujícími tvary okenních šambrán (šambrány se nedochovaly). Garáže se později rozrostly o sousední pozemky, na kterých byly mlékárnou ve 30. letech 20. století postaveny dvě ocelové haly se světlíkem ve hřebeni střechy. Posuvná vrata haly byla namontována roku 1950, výtopna je z 60. let 20. století.
Po zrušení mlékárny areál využíval autoservis.